# 杰茜卡·萨拉萨尔
杰茜卡·萨拉萨尔·巴列斯（西班牙語：Jessica Salazar Valles，1995年9月21日—），墨西哥女子自行车运动员，2019年泛美运动会女子团体竞速赛金牌得主、2020年世界场地自行车锦标赛女子500米计时赛银牌得主。